# Louis-Anthelme Carrier
Louis Anthelme Carrier, né le 30 mars 1773 à Saint-Martin-de-Bavel (Ain), mort le 31 octobre 1838 à Saint-Martin-de-Bavel (Ain), est un général français de la Révolution et de l’Empire.

## États de service
Il entre en service comme volontaire au 11e bataillon de volontaires de l'Ain le 1er août 1793, il est nommé capitaine le 25 septembre 1793. Il fait successivement toutes les campagnes à l’armée des Alpes et d’Italie de 1794 à 1798, et il prend part notamment à l’enlèvement des retranchements du col de l’Assiette, à la prise de Chessal, aux combats devant Mantoue et à la prise de Vérone. En 1798, il fait la campagne d'Égypte et nous le retrouvons à la prise d'Alexandrie le 2 juillet 1798, aux batailles de Chebreiss le 13 juillet, des Pyramides le 21 juillet, d’Héliopolis le 20 mars 1800 et de Koraim. 
Le 6 février 1799, à Benesouef, son bataillon attaqué par une force arabe considérable est obligé de se retirer. Son chef de bataillon mortellement blessé, il est désigné pour lui succéder et à la tête du bataillon de la 22e demi-brigade d’infanterie légère, il repousse avec succès les attaques contre ses troupes.
De retour en France il est employé à l’armée de l’océan pendant seize mois sous les ordres du général Junot et ensuite il est envoyé à l’armée d’Italie. Le 29 octobre 1805, il commande huit compagnies de carabiniers, formant ainsi l’avant-garde des grenadiers réunis sous les ordres du général Partouneaux et chasse l’ennemi de Caldiero, lui faisant 300 prisonniers. 
Il passe au service de Joseph Bonaparte roi de Naples en 1806, et il obtient le grade de chef de bataillon de voltigeurs le 12 décembre 1808, celui de major au 4e régiment de ligne le 28 août 1809 et celui de colonel du 2e régiment des vélites à pied le 25 mars 1811. Il est promu général de brigade le 27 janvier 1814, de la garde Napolitaine, mais il refuse de servir Joachim Murat qui vient d’entrer en guerre contre la France et démissionne de son grade et de sa fonction. Il quitte le royaume de Naples le 30 janvier 1814 et il rentre en France où il est repris comme major le 15 mars 1814 au 5e régiment de voltigeurs de la garde Impériale.
Le roi Louis XVIII le confirme dans son grade de Général de brigade le 9 septembre 1814 et le fait chevalier de Saint-Louis. Le 9 novembre 1814, il est nommé chevalier de la Légion d’honneur et il est mis en non activité le même jour. Mis en disponibilité de 1820 à 1825, il est admis à la retraite le 1er avril 1825.

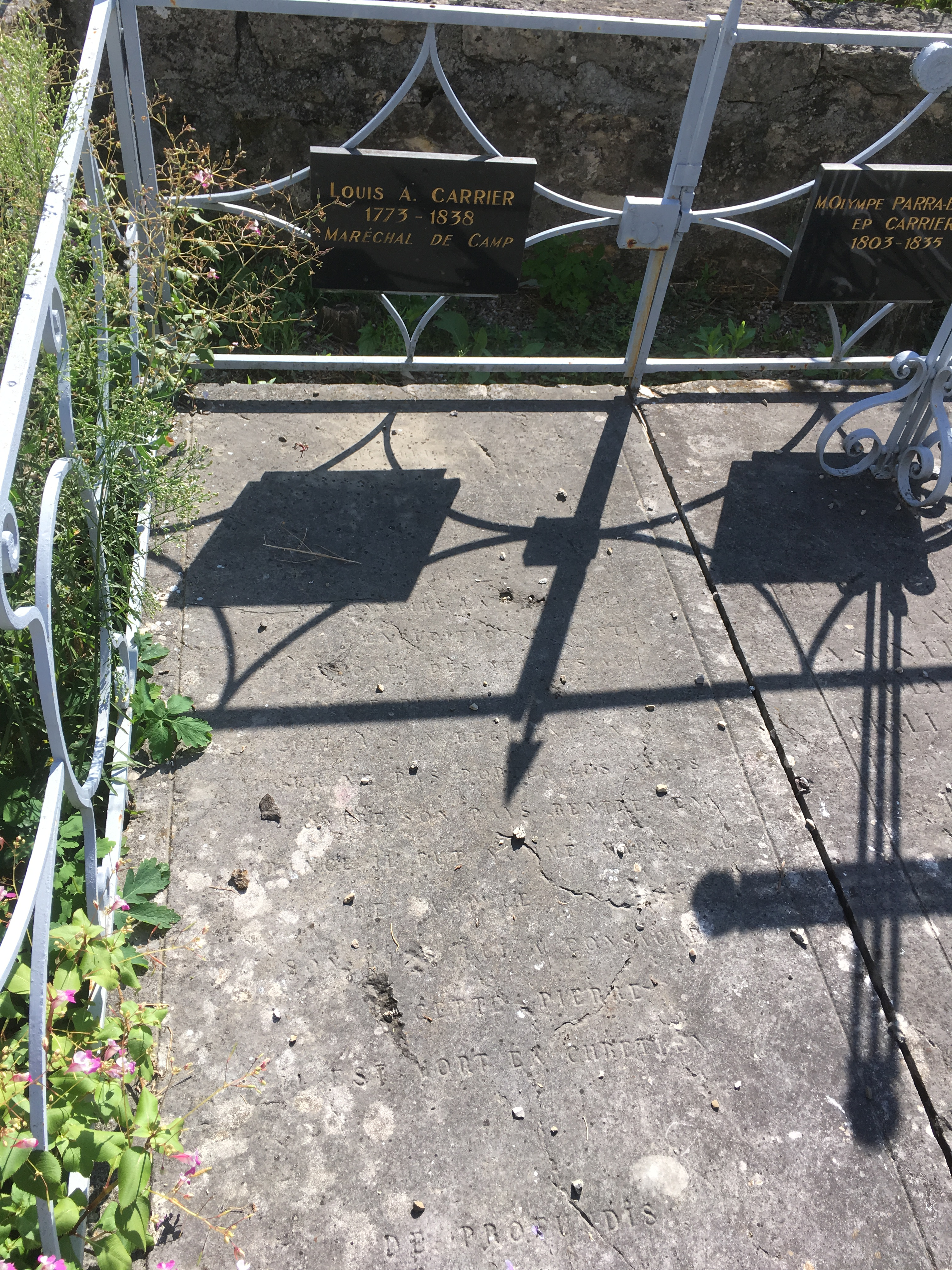
Pierre tombale de Louis-Anthelme Carrier à Saint-Martin-de-Bavel

Il meurt le 31 octobre 1838 à Saint-Martin-de-Bavel.

## Sources
- « Cote LH/436/7 », base Léonore, ministère français de la Culture
- Thierry Pouliquen, « Les généraux français et étrangers ayant servis [sic] dans la Grande Armée » (consulté le 24 juin 2013)
- http://www.napoleon-series.org/research/frenchgenerals/c_frenchgenerals7.html
- Jean-Baptiste-Pierre Courcelles, Dictionnaire historique et biographique des généraux français depuis le onzième siècle jusqu’en 1822, l'auteur, janvier 1822, 500 p. (lire en ligne), p. 1.